# المعهد الوطني للإدارة العامة (سوريا)

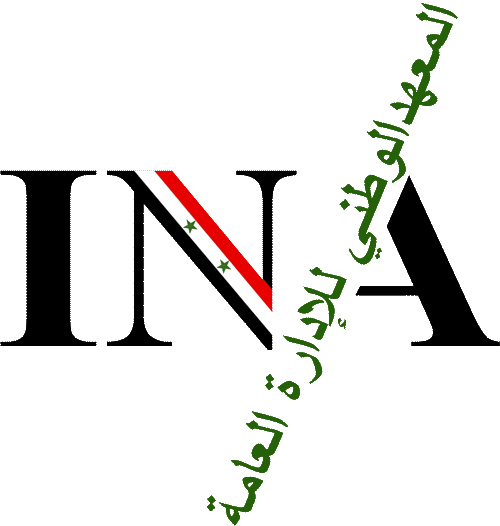

أحدث المعهد الوطني للإدارة العامة (INA) بموجب المرسوم التشريعي  27 تاريخ 12/5/2002 بهدف إعداد وتأهيل أطر إدارية تأهيلاً رفيع المستوى لدعم خطط تطوير وتحديث الإدارات العامة في الدولة.
وجاء إحداث المعهد ثمرة تعاون سوري فرنسي توج بتوقيع اتفاقية بين وزير التعليم في سورية ووزير الوظيفة العامة في فرنسة إبان زيارة السيد الرئيس بشار الأسد إلى فرنسة بتاريخ 26/6/2001. ونصت هذه الاتفاقية على أن تدعم فرنسة الحكومة السورية في إنشاء المعهد، كما استمرت فرنسا في تقديم الدعم التقني والفني بعد إحداث المعهد، فهناك خبير فرنسي مقيم في المعهد يتولى تنسيق التعاون مع الإدارات الفرنسية المعنية ومن ضمنها المدرسة الوطنية للإدارة وترتيب زيارات الخبراء الفرنسيين إلى المعهد.
ورغم أن المعهد الوطني للإدارة حديث العهد، إلا أنه قطع أشواطاً كبيرة لدرجة جعلت نوعية التأهيل التي يقدمها تضاهي مثيلتها في مدارس ومعاهد مشابهة عريقة وقديمة. والدليل على ذلك أن المدرسة الوطنية للإدارة في فرنسا راحت تنصح الدول النامية التي تفكر بتأسيس معاهد إدارة عامة بالذهاب إلى سورية والإطلاع على تجربة معهدها (وكان آخر هذه الدول إثيوبيا). كما أن فرنسا تعتبر المعهد الوطني للإدارة العامة من أنجح مشاريع تعاونها مع سورية.

## وظيفة المعهد
ويؤدي المعهد الوطني للإدارة العامة دوره في تحديث الإدارة العامة من خلال محورين رئيسيين:
1- التأهيل والتدريب والذي ينقسم بدوره إلى نوعين:
- التأهيل الأساسي، ويقصد به تأهيل الطلاب المقبولين للانتساب إلى المعهد (تأهيل في الإدارة العامة لمدة سنتين ثم تعيين الخريجين في الجهات العامة أو نقلهم إليها بقرار من الحكومة.
- التأهيل المستمر، ويقصد به دورات في مواضيع مختلفة تخص الإدارات العامة (قانون العاملين، عقود الجهات العامة، توصيف الوظائف، القيادة الاستراتيجية، أو أي موضوع تطلبه الجهات العامة).

2- الإشراف على برامج محلية وبرامج تعاون دولي متنوعة تتعلق بالتحديث الإداري وتقديم المشورة وتنظيم المؤتمرات والمشاركة في فرق العمل.
لكن تحقيق الهدف الذي أنشئ من أجله المعهد لا يتوقف فقط على تأهيل الكوادر، بل على توزيعها ومتابعتها بعد تخرجها، ولهذا فإنه مطلوب من الأطراف الفاعلة الأخرى، خاصة الحكومة، مزيداً من الاهتمام في توزيع الخريجين ومتابعتهم لترجمة الإرادة السياسية إلى إجراءات ووقائع ملموسة.

## نظام القبول لدى المعهد الوطني للإدارة العامة[2]
للانتساب إلى المعهد الوطني للإدارة العامة، يجب:
1. اتباع الدورة التحضيرية المؤهلة لمسابقة القبول في المعهد.
2. الحصول على معدل وسطي لا يقل عن 60% من مجموع درجات الامتحانات الكتابية والشفوية والمقابلة الشخصية لمسابقة القبول، في حدود العدد الذي سيتم قبوله من المرشحين في إعلان المسابقة.

## الدورة التحضيرية
يعلن المعهد خلال النصف الثاني من كل عام عن بدء تلقي طلبات الراغبين في اتباع الدورة التحضيرية لفئتي العاملين وغير العاملين في الدولة ممن تتوفر فيهم شروط الانتساب إلى المعهد.

### ما هي الدورة التحضيرية؟

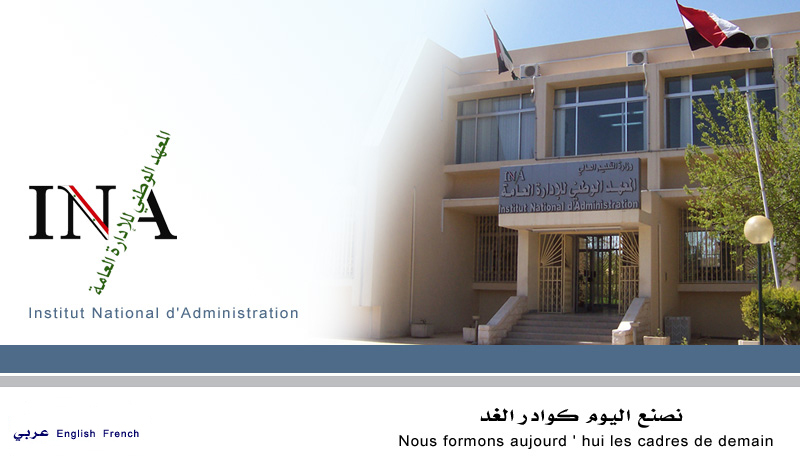
_ina_offical_Intro

هي دورة مدتها ستة أشهر، تهدف إلى إعداد وتأهيل الراغبين في المشاركة بمسابقة القبول للانتساب إلى المعهد، تجري في مقر المعهد بمدينة التل وفي مراكز الدورات التحضيرية التابعة له في جامعات حلب والبعث وتشرين والفرات، ويكون دوام المرشح فيها إلزامياً وعلى وجه التفرغ.
وتتضمن الدورة التحضيرية محاضرات عامة وتأشيرية في محاور الامتحانات الكتابية والشفوية لمسابقة القبول في مجال الإدارة والاقتصاد والقانون والثقافة العامة.
يحدد رسم اتباع الدورة التحضيرية في إعلان البدء بافتتاحها، وجرى تحديده لدورة 2013 بمبلغ (24.000) ل.س، تتحمله الجهات العامة عن العاملين لديها، أما بالنسبة لغير العاملين فيقع رسم الدورة على عاتقهم.
يمنح المتقدمون الذين اتبعوا الدورة التحضيرية بنجاح وحققوا (50%) من درجات الامتحانات الكتابية لمسابقة القبول، شهادة اتباع دورة تحضيرية، ويحق للعامل في الدولة بناءً على هذه الشهادة طلب الحصول على علاوة قدرها (3%) من أجره وفق أحكام القانون الأساسي للعاملين في الدولة رقم (50) لعام 2004.

### من يحق له التقدم إلى الدورة التحضيرية؟
كل من يحمل إجازة جامعية على الأقل ولم يتجاوز عمره 35 عاماً وأدى الخدمة الإلزامية أو أعفي منها (بالنسبة للذكور)، سواء كان عاملاً في الدولة أم غير عامل فيها، وأن يكون حاصلاً على شهادة قيادة الحاسوب الدولية (الرخصة الأوروبية لقيادة الحاسب الآلي) باستثناء حملة إجازة الهندسة في الاختصاصات التالية:
- - الهندسة المعلوماتية.
- - هندسة تكنولوجيا المعلومات والاتصالات.
- - الهندسة الإلكترونية.
- - الهندسة الكهربائية والميكانيكية.

يتقدم الراغب من فئة العاملين في الدولة بطلب إلى جهته العامة للحصول على موافقة خطية من الوزير المختص الذي تتبعه هذه الجهة وذلك لاتباع الدورة التحضيرية واشتراكه في مسابقة القبول وانتسابه للمعهد في حال نيله محصلة الدرجات التي تؤهله للقبول، عملاً بأحكام قرار رئيس مجلس الوزراء رقم /10883/ تاريخ 3/8/2011 ، للاطلاع على الشروط التفصيلية انظر (اللائحة الداخلية للمعهد).

## مسابقة القبول
يتقدم من اتبع دورة تحضيرية في المعهد بطلب اشتراكه في مسابقة القبول وفق الموعد المحدد من قبل المعهد، وتجري امتحانات المسابقة وفق أفضل المعايير المعتمدة عالمياً في المسابقات المشابهة، لجهة تحقيق النزاهة والشفافية في عملية تصحيح الأوراق الامتحانية، وفي تحقيق العدالة في سبر شخصية المرشحين لدى تقدمهم للامتحانات الشفوية والمقابلة الشخصية.
من جانب آخر، يحق لمن اتبع دورة تحضيرية واشترك في مسابقة القبول ولم يتم قبوله، مايلي:
1-أن يتقدم مرة ثانية فقط إلى المسابقة في العام الذي يلي العام الذي تقدم فيه لمسابقة القبول للمرة الأولى ولو تجاوز شرط السن.
2- أن يتقدم لأكثر من مرة إذا لم يتجاوز شرط السن.

### امتحانات المسابقة
تجري امتحانات مسابقة القبول على مرحلتين (انظر اللائحة الداخلية للمعهد):

#### الأولى - مرحلة الامتحانات الكتابية، في المحاور التالية
1. 1. الاقتصاد والإدارة
2. 2. القانون العام
3. 3. الثقافة العامة
4. 4. اللغة الأجنبية (الفرنسية أو الإنكليزية)
5. 5. امتحان بطريقة الخيارات المتعددة "مؤتمت"، ويتضمن أسئلة في المحاور الثلاثة الأولى (الاقتصاد والإدارة- القانون- الثقافة العامة).
6. ويقوم المعهد سنوياً بإصدار دليل الدورة التحضيرية ويتضمن البرنامج الزمني للدورة واسئلة امتحانية سابقة.

#### الثانية - مرحلة الامتحانات الشفوية والمقابلة الشخصية
يتقدم لها ضعفا العدد الذي يحدده مجلس المعهد للقبول في المعهد من الناجحين في الامتحانات الكتابية، وفق تسلسل محصلة درجاتهم في الامتحانات الكتابية، وتتضمن الامتحانات الشفوية والمقابلة الشخصية ما يلي:
1. 1. امتحان شفوي في أحد المحاور التي يختارها المرشح من بين المحاور الثلاثة التي تم فيها تقديم الامتحانات الكتابية (الاقتصاد أو القانون أو الثقافة العامة).
2. 2. مقابلة للتعرف على شخصية المرشح وسلامة لغته العربية ومستواه العلمي والثقافي والدوافع الذاتية، وفق الأسس التي أقرّها مجلس المعهد، (انظر أسس المقابلة الشخصية).
3. 3. امتحان شفوي في لغة أجنبية يختارها المرشح (الإنكليزية أو الفرنسية).
4. 4. امتحان شفوي في اللغة الأجنبية الثانية (درجات إضافية).
5. - بعد انتهاء الامتحانات الكتابية والشفوية لمسابقة القبول، يصدر عميد المعهد الوطني للإدارة العامة قراراً بأسماء المقبولين للانتساب إلى المعهد.

### ماذا بعد القبول في المعهد؟
- يمنح المتدربون المقبولون في المعهد من فئة العاملين في الدولة، خلال مدة دراستهم لديه، إجازة دراسية بتمام الراتب أو الأجر الشهري المقطوع لمدة سنة كاملة قابلة للتمديد سنة ثانية فقط.
- يمنح المتدربون المقبولون لدى المعهد من فئة غير العاملين في الدولة، منحة شهرية مقطوعة تصرف لهم من موازنة المعهد، تعادل أجر الحد الأدنى للشهادة التي يحملونها والمحدد في الجدول الملحق بالقانون الأساسي للعاملين في الدولة رقم /50/ لعام 2004 وتعديلاته.
- يخضع المقبولون لفترة إعداد تأهيل وتدريب مدتها /24 شهراً/ تتضمن تدريباً في الجهات العامة ودروساً نظرية وحالات عملية وتمارين تطبيقية وزيارات ميدانية ولقاءات مع كبار الشخصيات في الدولة وإنجاز بحث تطبيقي في مجال الإدارة العامة.

## ماذا بعد التخرج من المعهد؟
يمنح الخريجون شهادة عليا في الإدارة العامة، ويتم بقرار من رئيس مجلس الوزراء توزيعهم لتعيينهم لدى الجهات العامة أو نقلهم إليها وفق الأسس المعتمدة بـ قرار رئيس مجلس الوزراء رقم /10884/ تاريخ 3/8/2011، ويعد الشاغر محدث حكماً في حال عدم توفره في ملاك الجهة العامة التي يتم التعيين أو النقل إلى ملاكها، ويلتزم الخريجون بالخدمة لدى أي من هذه الجهات لمدة تساوي ثلاثة أضعاف مدة الدراسة في المعهد.
ويمنح حملة الشهادة العليا في الإدارة العامة علاوة قدرها (7%) من الأجر الشهري المقطوع، إضافة إلى تعويض طبيعة عمل قدره (20%) من الراتب أو الأجر الشهري المقطوع بتاريخ أداء العمل،(انظر المرسوم التشريعي رقم 14 لعام 2012).

## موقع المعهد الرسمي على الإنترنت
http://ina.edu.sy